# I tre guerrieri
I tre guerrieri (Three Warriors) è un film del 1977 diretto da Kieth Merrill.
È un film drammatico statunitense con Charles White-Eagle, McKee Redwing e Lois Red Elk.

## Trama
È la storia di un ragazzo indiano di tredici anni, che dovrà abbandonare la città di Portland. La madre alla morte del marito alcolizzato, è costretta per cercare lavoro, ad accompagnare il figlio a passare l'estate con il vecchio nonno nella riserva dei nativi, sulle montagne dell'Oregon. Dapprima perplesso e scontento, il ragazzino finisce per appassionarsi alla vita dei boschi. Assieme al nonno paterno curerà un cavallo con l'arto anteriore rottosi, durante una corsa nel circuito dell'ippica, comprandolo per pochi dollari ed impedendone l'abbattimento. Riuscirà a combattere un gruppo di bracconieri che catturano i mustang bradi, per poi venderli ai mattatoi; anche  il cavallo che ha salvato finisce catturato. Il ragazzo vivrà un'epica avventura, ma più che altro recupererà, grazie all'educazione del nonno, l'orgoglio e la riscoperta delle sue radici. Chiamerà il suo cavallo tre guerrieri, in onore del nonno, in onore di suo padre, ed in ultimo per la sua iniziazione sotto la guida di suo nonno.

## Produzione
Il film, diretto da Kieth Merrill su una sceneggiatura di Sy Gomberg, fu prodotto dallo stesso Gomberg e da Saul Zaentz per la Fantasy Films e girato nella Mount Hood National Forest, nei pressi della cascata di Oneonta Gorge, a Portland e a Simnasho (Warm Springs Indian Reservation) in Oregon.

## Distribuzione
Il film fu distribuito con il titolo Three Warriors negli Stati Uniti al Chicago International Film Festival nell'ottobre del 1977 e poi dal febbraio 1978 al cinema dalla United Artists. Per l'home video fu distribuito dalla Thorn EMI Video negli anni 1980. È stato distribuito anche in Svezia con il titolo De vilda hästarnas dal 17 marzo 1979 e in Italia con il titolo I tre guerrieri.